# تری‌ستینیدین
تری‌ستینیدین (به انگلیسی: Tricetinidin) با فرمول شیمیایی C۱۵H۱۱O۶+ (Cl-) یک ترکیب شیمیایی با شناسه پاب‌کم ۱۴۴۹۶۵۴۲ است. که جرم مولی آن ۳۲۲٫۶۹ g/mol می‌باشد. 